# Condado de Pitt
El condado de Pitt (en inglés: Pitt County, North Carolina), fundado en 1760, es uno de los 100 condados del estado estadounidense de Carolina del Norte. En el año 2000 tenía una población de 133 798 habitantes con densidad poblacional de 79 personas por km². La sede del condado es Greenville.

## Geografía
Según la Oficina del Censo, el condado tiene un área total de 1696 km² (654,8 mi²), de la cual 1689 km² (652,1 mi²) es tierra y 8 km² (3,1 mi²) es agua.

### Municipios
El condado se divide en quince municipios: Municipio de Arthur, Municipio de Ayden, Municipio de Belvoir, Municipio de Bethel, Municipio de Carolina, Municipio de Chicod, Municipio de Falkland, Municipio de Farmville, Municipio de Fountain, Municipio de Greenville, Municipio de Grifton, Municipio de Grimesland, Municipio de Pactolus, Municipio de Swift Creek y Municipio de Winterville.

### Condados adyacentes
- Condado de Martin - noreste
- Condado de Beauford - este
- Condado de Craven - sursureste
- Condado de Lenoir - sursudoeste
- Condado de Greene - suroeste
- Condado de Wilson - oeste
- Condado de Edgecombe - noroeste

## Demografía
En el 2000 la renta per cápita promedia del condado era de $32 868, y el ingreso promedio para una familia era de $43 971. El ingreso per cápita para el condado era de $18 243. En 2000 los hombres tenían un ingreso per cápita de $31 962 contra $25 290 para las mujeres. Alrededor del 20,30% de la población estaba bajo el umbral de pobreza nacional.

## Lugares

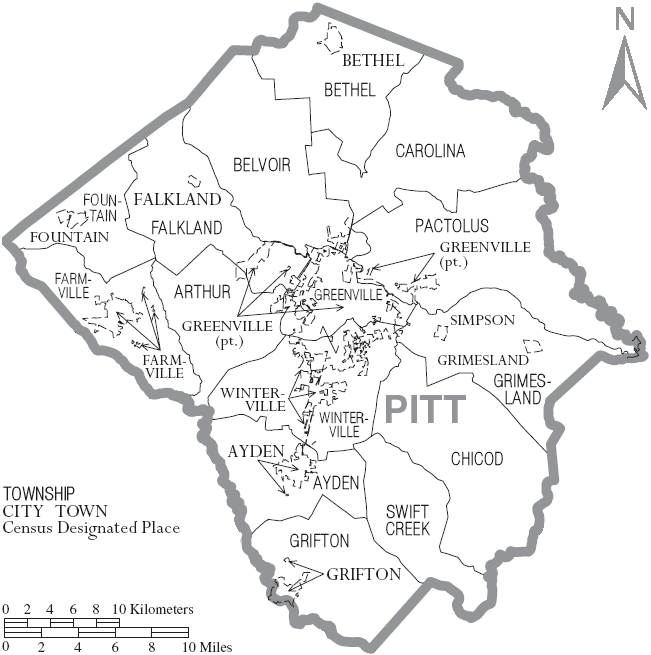
Mapa del Condado de Pitt en Carolina del Norte con sus municipios

### Ciudades y pueblos
- Ayden
- Belvoir
- Bell Arthur
- Bethel
- Falkland
- Farmville
- Fountain
- Greenville
- Grifton
- Grimesland
- Simpson
- Stokes
- Winterville